# Nyctemera hemixantha
Nyctemera hemixantha là một loài bướm đêm thuộc phân họ Arctiinae, họ Erebidae.